# Park Narodowy Redwood
Park Narodowy Redwood (ang. Redwood National Park) – park narodowy położony w północnej części stanu Kalifornia w Stanach Zjednoczonych. Nazwa parku pochodzi od sekwoi wieczniezielonych (ang. redwood), które rosną na jego terenie.

## Historia

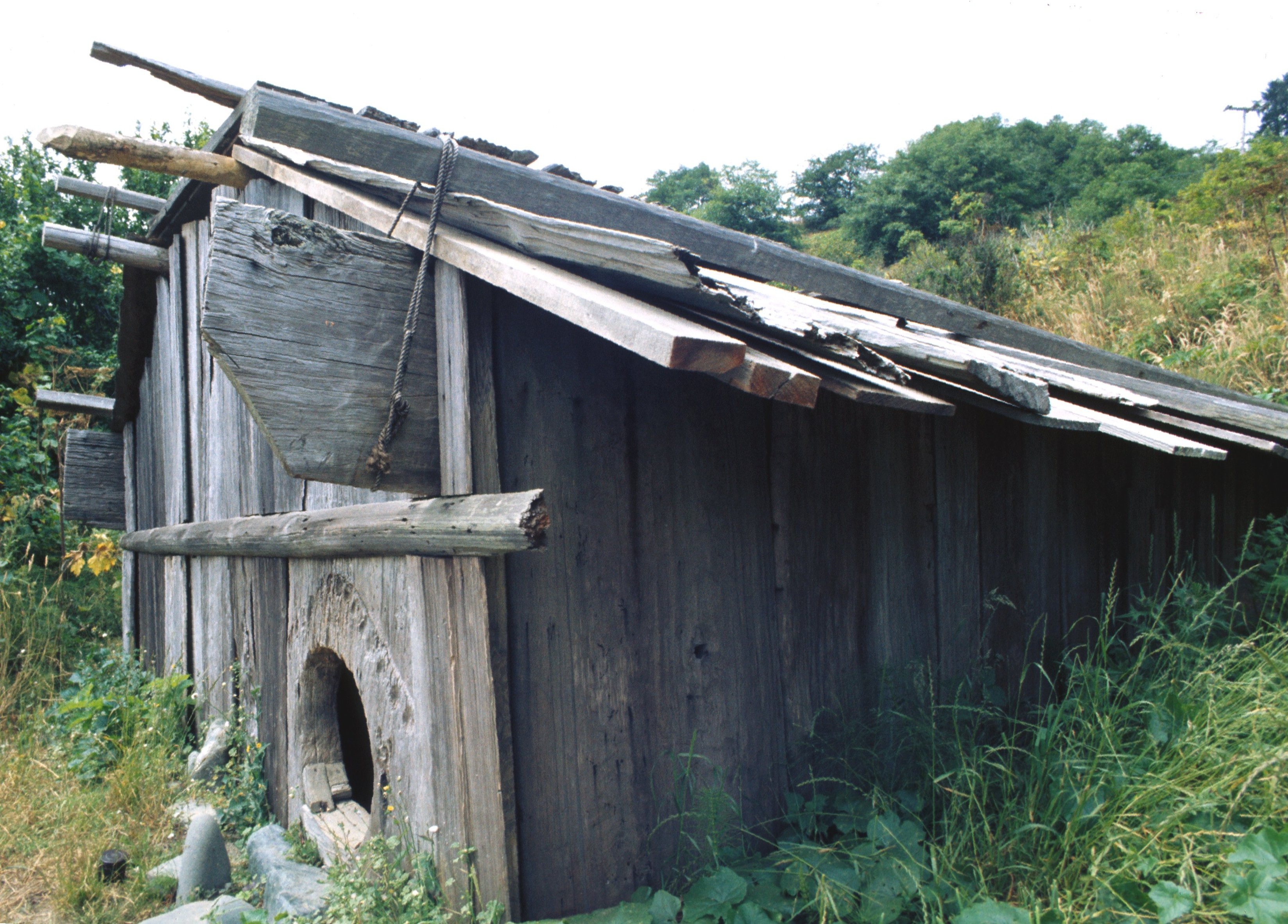
Odbudowany drewniany dom Indian z plemiona Yurok

Ok. 3000 lat temu, na terenie dzisiejszego parku, osiedlili się Indianie z plemienia Yurok. W XIX w. zostali oni jednak zdziesiątkowani przez przybyłych na te tereny górników, kopaczy i drwali, którzy zniszczyli tereny łowieckie i wioski Indian. Wycinka lasu była bardzo intensywna, więc aby chronić pozostałe skrawki lasów sekwojowych, w 1968 roku utworzony został PN Redwood.

## Geografia
PN Redwood rozciąga się z północy na południe, zajmując pas wybrzeża o długości 80 kilometrów. Ma ponad 44,5 tys. ha powierzchni i obejmuje trzy kalifornijskie parki stanowe: Prairie Creek Redwood State Park, Del Norte Coast Redwoods State Park i Jedediah Smith Redwoods State Park. Przez prawie całą długość parku poprowadzona została Highway 101.

## Fauna i flora

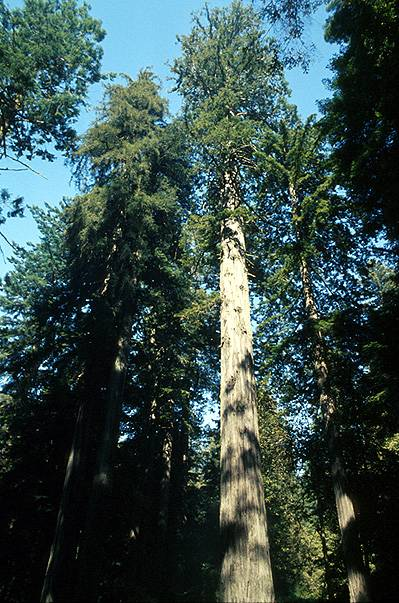
Sekwoja wieczniezielona

Typowymi przedstawicielami flory PN Redwood są: sekwoja wieczniezielona, różaneczniki, różne gatunki paproci oraz szczawik z gatunku Oxalis oregana. W parku rośnie najwyższe znane drzewo świata, o wysokości 115,61 metra.
Według danych inwentaryzacyjnych National Park Service na terenie parku występuje 648 gatunków zwierząt kręgowych, w tym 102 gatunki ssaków, 308 gatunków ptaków, 30 gadów, 20 płazów oraz 188 ryb. Przedstawicielami fauny są: baribal, puma, uszanka kalifornijska, ryś rudy, bóbr kanadyjski, kojot preriowy, jeleń szlachetny i wapiti, dzięciur żołędziowy, modrosójka czarnogłowa i rudaczek kalifornijski.

## Turystyka
Park oferuje wiele szlaków turystycznych, kempingów i terenów piknikowych.